# نورفولک (حوزه سرشماری)، نیویورک
نورفولک (به انگلیسی: Norfolk) یک منطقهٔ مسکونی در ایالات متحده آمریکا است که در شهرستان سنت لارنس، نیویورک واقع شده‌است. نورفولک ۷٫۲ کیلومتر مربع مساحت و ۱٬۳۲۷ نفر جمعیت دارد و ۷۹ متر بالاتر از سطح دریا واقع شده‌است.